# Segunda Categoría de Ecuador 1985
El Campeonato Ecuatoriano de Fútbol de Segunda Categoría 1985 fue la edición n.º 12 de la segunda división del fútbol ecuatoriano, ya que sería el segundo escalafón de la pirámide del Fútbol Ecuatoriano por detrás de la Serie A, comenzó a disputarse el 16 de noviembre de 1985 y terminó el 19 de enero de 1986. El primer semestre del año se jugó los campeonatos provinciales, y en segundo semestre las Fases: Regional, Nacional y la Fase Final, cabe que este torneo será recordado como el que más tiempo duro ya que se tuvo que definir en 3 etapas más, tras haber acabado el pentagonal final o más conocida comúnmente como fase final; 3 equipos habían igualado en puntos y esos fueron Macará, Juventus y LDU(C) y tenían que jugarse un triangular para definir todo pero aun así nuevamente igualarían en puntos los cuadros de Macará, Juventus ya que para ese entonces para definir a un campeón o clasificado el gol diferencia no contaba sino el puntaje así que se decidió jugar una final para definir al campeón e subcampeón.
El Macará lograría su tercer título que le daría la oportunidad de participar en el Campeonato Ecuatoriano de Fútbol 1986, mientras que el Juventus obtendría el primer subcampeonato.

## Sistema de campeonato
FASE PROVINCIAL (Primera Etapa)
- La Primera Fase está formada por los Campeonatos provinciales organizados por cada Asociación de Fútbol (10 en ese entonces), los campeones y vicecampeones clasificarán al Zonal Regional.

FASE REGIONAL (Segunda Etapa)
- La Zona 1 estuvo integrada por las provincias deː Chimborazo y Pichincha.
- La Zona 2 estuvo integrada por las provincias deː Cotopaxi y Tungurahua
- La Zona 3 estuvo integrada por las provincias deː Guayas y El Oro.
- La Zona 4 estuvo integrada por las provincias deː Azuay y Los Ríos.
- La Zona 5 estuvo integrada por las provincias deː Manabí y Esmeraldas.

- Cada zona jugara con 4 equipos de las 2 provincias que participaran por sorteo previo en encuentros de ida y vuelta clasificara a la tercera etapa el equipo con mayor cantidad de puntos posibles.

FASE FINAL (Tercera Etapa)
- Un total de 5 clubes jugarán esta etapa.
- El Pentagonal constará con partidos de ida y vuelta (10 fechas).
- El primer equipo que logre la mayoría de puntos logrará el ascenso a la Serie A 1986, en caso de que se empatasen en puntos se jugara una ronda extra con los equipos que hayan empatado en puntos si la situación llegase a persistir como el caso de 2 equipos igualados en puntos se definirá el ascenso por medio de una final a doble partido y su consiguiente desempate en cancha neutral en caso de igualar en victorias.[3]

## Equipos clasificados
| Asociación         | Equipo                           | Vía de clasificación                                                                                     |
| ------------------ | -------------------------------- | --- |
| Azuay 2 cupos      | LDU(C) Estrella Roja             | Campeón de la Segunda Categoría de Azuay 1985 Subcampeón de la Segunda Categoría de Azuay 1985           |
| Chimborazo 2 cupos | Olmedo River Plate(R)            | Campeón de la Segunda Categoría de Chimborazo 1985 Subcampeón de la Segunda Categoría de Chimborazo 1985 |
| Cotopaxi 2 cupos   | Dep.Cotopaxi Brasilia            | Campeón de la Segunda Categoría de Cotopaxi 1985 Subcampeón de la Segunda Categoría de Cotopaxi 1985     |
| El Oro 2 cupos     | Bonita Banana Kléber Franco Cruz | Campeón de la Segunda Categoría de El Oro 1985 Subcampeón de la Segunda Categoría de El Oro 1985         |
| Esmeraldas 2 cupos | Juventus 5 de Agosto             | Campeón de la Segunda Categoría de Esmeraldas 1985 Subcampeón de la Segunda Categoría de El Oro 1985     |
| Guayas 2 cupos     | Estudiantes del Guayas Everest   | Campeón de la Segunda Categoría de Guayas 1985 Subcampeón de la Segunda Categoría de Guayas 1985         |
| Los Ríos 2 cupos   | Emelrios Fluminense              | Campeón de la Segunda Categoría de Los Ríos 1985 Subcampeón de la Segunda Categoría de Los Ríos 1985     |
| Manabí 2 cupos     | Dep.del Valle América de Manta   | Campeón de la Segunda Categoría de Manabí 1985 Subcampeón de la Segunda Categoría de Manabí 1985         |
| Pichincha 2 cupos  | Aucas Chacarita                  | Campeón de la Segunda Categoría de Pichincha 1985 Subcampeón de la Segunda Categoría de Pichincha 1985   |
| Tungurahua 2 cupos | Macará Abdón Calderón            | Campeón de la Segunda Categoría de Tungurahua 1985 Subcampeón de la Segunda Categoría de Tungurahua 1985 |

## Zona 1
Los equipos de Pichincha y Chimborazo.

### Grupo A
|  |    | Equipo         | PJ | PG | PE | PP | GF | GC | DG  | PTS |
|  | -- | -------------- | -- | -- | -- | -- | -- | -- | --- | --- |
|  | 1° | Aucas          | 6  | 5  | 1  | 0  | 30 | 4  | +26 | 11  |
|  | 2º | Olmedo         | 6  | 3  | 2  | 1  | 11 | 11 | 0   | 8   |
|  | 3º | Chacarita      | 6  | 3  | 0  | 3  | 12 | 8  | +4  | 6   |
|  | 4º | River Plate(R) | 6  | 0  | 0  | 6  | 1  | 29 | -28 | 0   |

### Partidos y resultados
| Fecha 1      | Fecha 1   | Fecha 1          |
| Equipo Local | Resultado | Equipo Visitante |
| ------------ | --------- | ---------------- |
| Aucas        | 3-0       | Chacarita        |
| Olmedo       | 1-0       | River Plate(R)   |

| Fecha 2      | Fecha 2   | Fecha 2          |
| Equipo Local | Resultado | Equipo Visitante |
| ------------ | --------- | ---------------- |
| Aucas        | 12-0      | River Plate(R)   |
| Olmedo       | 2-0       | Chacarita        |

| Fecha 3      | Fecha 3   | Fecha 3          |
| Equipo Local | Resultado | Equipo Visitante |
| ------------ | --------- | ---------------- |
| Chacarita    | 4-0       | River Plate(R)   |
| Olmedo       | 1-1       | Aucas            |

| Fecha 4        | Fecha 4   | Fecha 4          |
| Equipo Local   | Resultado | Equipo Visitante |
| -------------- | --------- | ---------------- |
| River Plate(R) | 1-4       | Olmedo           |
| Chacarita      | 2-3       | Aucas            |

| Fecha 5        | Fecha 5   | Fecha 5          |
| Equipo Local   | Resultado | Equipo Visitante |
| -------------- | --------- | ---------------- |
| Chacarita      | 2-2       | Olmedo           |
| River Plate(R) | 0-4       | Aucas            |

| Fecha 6        | Fecha 6   | Fecha 6          |
| Equipo Local   | Resultado | Equipo Visitante |
| -------------- | --------- | ---------------- |
| Aucas          | 7-1       | Olmedo           |
| River Plate(R) | 0-4       | Chacarita        |

## Zona 2
Los equipos de Cotopaxi y Tungurahua.

### Grupo B
|  |    | Equipo         | PJ | PG | PE | PP | GF | GC | DG | PTS |
|  | -- | -------------- | -- | -- | -- | -- | -- | -- | -- | --- |
|  | 1° | Macará         | 6  | 4  | 2  | 0  | 12 | 5  | +7 | 10  |
|  | 2º | Brasilia       | 6  | 2  | 3  | 1  | 8  | 7  | +1 | 9   |
|  | 3º | Abdón Calderón | 6  | 1  | 2  | 3  | 8  | 11 | -3 | 4   |
|  | 4º | Dep.Cotopaxi   | 6  | 0  | 4  | 2  | 5  | 9  | -4 | 4   |

### Partidos y resultados
| Fecha 1      | Fecha 1   | Fecha 1          |
| Equipo Local | Resultado | Equipo Visitante |
| ------------ | --------- | ---------------- |
| Dep.Cotopaxi | 0-1       | Brasilia         |
| Macara       | 4-1       | Abdon Calderón   |

| Fecha 2        | Fecha 2   | Fecha 2          |
| Equipo Local   | Resultado | Equipo Visitante |
| -------------- | --------- | ---------------- |
| Abdon Calderón | 0-0       | Dep.Cotopaxi     |
| Brasilia       | 0-0       | Macara           |

| Fecha 3        | Fecha 3   | Fecha 3          |
| Equipo Local   | Resultado | Equipo Visitante |
| -------------- | --------- | ---------------- |
| Abdon Calderón | 2-2       | Brasilia         |
| Dep.Cotopaxi   | 1-1       | Macara           |

| Fecha 4        | Fecha 4   | Fecha 4          |
| Equipo Local   | Resultado | Equipo Visitante |
| -------------- | --------- | ---------------- |
| Brasilia       | 1-1       | Dep.Cotopaxi     |
| Abdon Calderón | 0-1       | Macara           |

| Fecha 5      | Fecha 5   | Fecha 5          |
| Equipo Local | Resultado | Equipo Visitante |
| ------------ | --------- | ---------------- |
| Dep.Cotopaxi | 1-4       | Abdon Calderón   |
| Macara       | 4-1       | Brasilia         |

| Fecha 6      | Fecha 6   | Fecha 6          |
| Equipo Local | Resultado | Equipo Visitante |
| ------------ | --------- | ---------------- |
| Macara       | 2-2       | Dep.Cotopaxi     |
| Brasilia     | 3-1       | Abdon Calderón   |

## Zona 3
Los equipos de Guayas y El Oro.

### Grupo C
|  |    | Equipo                 | PJ | PG | PE | PP | GF | GC | DG | PTS |
|  | -- | ---------------------- | -- | -- | -- | -- | -- | -- | -- | --- |
|  | 1° | Estudiantes del Guayas | 6  | 4  | 1  | 1  | 17 | 8  | +9 | 9   |
|  | 2º | Bonita Banana          | 6  | 3  | 2  | 1  | 9  | 7  | +2 | 8   |
|  | 3º | Kléber Franco Cruz     | 6  | 1  | 2  | 3  | 5  | 11 | -6 | 4   |
|  | 4º | Everest                | 6  | 1  | 1  | 4  | 7  | 12 | -5 | 3   |

### Partidos y resultados
| Fecha 1       | Fecha 1   | Fecha 1          |
| Equipo Local  | Resultado | Equipo Visitante |
| ------------- | --------- | ---------------- |
| Kleber Franco | 2-1       | Bonita Banana    |
| Estudiantes G | 5-2       | Everest          |

| Fecha 2       | Fecha 2   | Fecha 2          |
| Equipo Local  | Resultado | Equipo Visitante |
| ------------- | --------- | ---------------- |
| Bonita Banana | 1-0       | Everest          |
| Estudiantes G | 2-0       | Kleber Franco    |

| Fecha 3       | Fecha 3   | Fecha 3          |
| Equipo Local  | Resultado | Equipo Visitante |
| ------------- | --------- | ---------------- |
| Everest       | 2-0       | Kleber Franco    |
| Bonita Banana | 1-1       | Estudiantes G    |

| Fecha 4       | Fecha 4   | Fecha 4          |
| Equipo Local  | Resultado | Equipo Visitante |
| ------------- | --------- | ---------------- |
| Bonita Banana | 2-2       | Kleber Franco    |
| Everest       | 2-4       | Estudiantes G    |

| Fecha 5       | Fecha 5   | Fecha 5          |
| Equipo Local  | Resultado | Equipo Visitante |
| ------------- | --------- | ---------------- |
| Everest       | 1-2       | Bonita Banana    |
| Kleber Franco | 1-4       | Estudiantes G    |

| Fecha 6       | Fecha 6   | Fecha 6          |
| Equipo Local  | Resultado | Equipo Visitante |
| ------------- | --------- | ---------------- |
| kleber Franco | 0-0       | Everest          |
| Estudiantes G | 1-2       | Bonita Banana    |

## Zona 4
Los equipos de Azuay y Los Ríos.

### Grupo D
|  |    | Equipo        | PJ | PG | PE | PP | GF | GC | DG | PTS |
|  | -- | ------------- | -- | -- | -- | -- | -- | -- | -- | --- |
|  | 1° | LDU(C)        | 6  | 4  | 0  | 2  | 12 | 5  | +7 | 8   |
|  | 2º | Emelrios      | 6  | 4  | 0  | 2  | 6  | 4  | +2 | 8   |
|  | 3º | Estrella Roja | 6  | 3  | 1  | 2  | 11 | 6  | +5 | 7   |
|  | 4º | Fluminense    | 6  | 2  | 1  | 3  | 6  | 14 | -8 | 5   |

### Partidos y resultados
| Fecha 1      | Fecha 1   | Fecha 1          |
| Equipo Local | Resultado | Equipo Visitante |
| ------------ | --------- | ---------------- |
| LDU(C)       | 1-0       | Estrella Roja    |
| Emelrios     | 2-1       | Fluminense       |

| Fecha 2      | Fecha 2   | Fecha 2          |
| Equipo Local | Resultado | Equipo Visitante |
| ------------ | --------- | ---------------- |
| LDU(C)       | 5-1       | Fluminense       |
| Emelerios    | 0-1       | Estrella Roja    |

| Fecha 3       | Fecha 3   | Fecha 3          |
| Equipo Local  | Resultado | Equipo Visitante |
| ------------- | --------- | ---------------- |
| Emelrios      | 1-0       | LDU(C)           |
| Estrella Roja | 6-0       | Fluminense       |

| Fecha 4       | Fecha 4   | Fecha 4          |
| Equipo Local  | Resultado | Equipo Visitante |
| ------------- | --------- | ---------------- |
| Estrella Roja | 1-4       | LDU(C)           |
| Fluminense    | 1-0       | Emelrios         |

| Fecha 5       | Fecha 5   | Fecha 5          |
| Equipo Local  | Resultado | Equipo Visitante |
| ------------- | --------- | ---------------- |
| Fluminense    | 2-0       | LDU(C)           |
| Estrella Roja | 2-0       | Emelrios         |

| Fecha 6      | Fecha 6   | Fecha 6          |
| Equipo Local | Resultado | Equipo Visitante |
| ------------ | --------- | ---------------- |
| LDU(C)       | 2-0       | Emelerios        |
| Fluminense   | 1-1       | Estrella Roja    |

## Zona 5
Los equipos de Manabi y Esmeraldas.

### Grupo E
|  |    | Equipo           | PJ | PG | PE | PP | GF | GC | DG  | PTS |
|  | -- | ---------------- | -- | -- | -- | -- | -- | -- | --- | --- |
|  | 1° | Juventus         | 6  | 5  | 0  | 1  | 12 | 1  | +11 | 10  |
|  | 2º | 5 de Agosto      | 6  | 4  | 0  | 2  | 7  | 2  | +5  | 8   |
|  | 3º | América de Manta | 6  | 3  | 0  | 3  | 4  | 8  | -4  | 8   |
|  | 4º | Dep.del Valle    | 6  | 0  | 0  | 6  | 0  | 12 | -12 | 0   |

### Partidos y resultados
| Fecha 1       | Fecha 1   | Fecha 1          |
| Equipo Local  | Resultado | Equipo Visitante |
| ------------- | --------- | ---------------- |
| Juventus      | 1-0       | 5 de Agosto      |
| Dep.del valle | 0-1       | América de Manta |

| Fecha 2       | Fecha 2   | Fecha 2          |
| Equipo Local  | Resultado | Equipo Visitante |
| ------------- | --------- | ---------------- |
| Dep.del valle | 0-3       | 5 de Agosto      |
| Juventus      | 4-0       | América de Manta |

| Fecha 3          | Fecha 3   | Fecha 3          |
| Equipo Local     | Resultado | Equipo Visitante |
| ---------------- | --------- | ---------------- |
| Juventus         | 3-0       | Dep.del valle    |
| América de Manta | 1-0       | 5 de Agosto      |

| Fecha 4          | Fecha 4   | Fecha 4          |
| Equipo Local     | Resultado | Equipo Visitante |
| ---------------- | --------- | ---------------- |
| 5 de Agosto      | 1-0       | Juventus         |
| América de Manta | 2-0       | Dep.del valle    |

| Fecha 5          | Fecha 5   | Fecha 5          |
| Equipo Local     | Resultado | Equipo Visitante |
| ---------------- | --------- | ---------------- |
| América de Manta | 0-2       | Juventus         |
| 5 de Agosto      | 1-0       | Dep.del valle    |

| Fecha 6       | Fecha 6   | Fecha 6          |
| Equipo Local  | Resultado | Equipo Visitante |
| ------------- | --------- | ---------------- |
| 5 de Agosto   | 2-0       | América de Manta |
| Dep.del valle | 0-2       | Juventus         |

## Equipos Clasificados a la Fase Final (2.ª Etapa)
Clasificados como Primeros (Ganadores de cada Grupo)
- Juventus
- Aucas
- Estudiantes del Guayas
- Macará
- LDU(C)

## 2.ª Etapa(Pentagonal)
|  |    | Equipo                 | PJ | PG | PE | PP | GF | GC | DG  | PTS |
|  | -- | ---------------------- | -- | -- | -- | -- | -- | -- | --- | --- |
|  | 1° | Juventus               | 8  | 5  | 0  | 3  | 19 | 6  | +13 | 10  |
|  | 2º | Macará                 | 8  | 5  | 0  | 3  | 16 | 12 | +4  | 10  |
|  | 3º | LDU(C)                 | 8  | 5  | 0  | 3  | 17 | 26 | -9  | 10  |
|  | 4º | Aucas                  | 8  | 4  | 1  | 3  | 21 | 6  | +15 | 9   |
|  | 5º | Estudiantes del Guayas | 8  | 0  | 1  | 7  | 9  | 29 | -20 | 1   |

|  | Clasificados al Triangular final de Ascenso. |

### Partidos y resultados
| Fecha 1      | Fecha 1   | Fecha 1          |
| Equipo Local | Resultado | Equipo Visitante |
| ------------ | --------- | ---------------- |
| Macara       | 2-0       | Juventus         |
| Aucas        | 6-0       | Estudiantes G    |

| Fecha 2       | Fecha 2   | Fecha 2          |
| Equipo Local  | Resultado | Equipo Visitante |
| ------------- | --------- | ---------------- |
| Estudiantes G | 1-3       | Macara           |
| LDU(C)        | 2-1       | Aucas            |

| Fecha 3      | Fecha 3   | Fecha 3          |
| Equipo Local | Resultado | Equipo Visitante |
| ------------ | --------- | ---------------- |
| Juventus     | 3-0       | Estudiantes G    |
| Macara       | 2-3       | LDU(C)           |

| Fecha 4      | Fecha 4   | Fecha 4          |
| Equipo Local | Resultado | Equipo Visitante |
| ------------ | --------- | ---------------- |
| LDU(C)       | 3-2       | Juventus         |
| Aucas        | 4-1       | Macara           |

| Fecha 5       | Fecha 5   | Fecha 5          |
| Equipo Local  | Resultado | Equipo Visitante |
| ------------- | --------- | ---------------- |
| Estudiantes G | 2-3       | LDU(C)           |
| Juventus      | 1-0       | Aucas            |

| Fecha 6       | Fecha 6   | Fecha 6          |
| Equipo Local  | Resultado | Equipo Visitante |
| ------------- | --------- | ---------------- |
| Estudiantes G | 2-2       | Aucas            |
| Juventus      | 2-0       | Macara           |

| Fecha 7      | Fecha 7   | Fecha 7          |
| Equipo Local | Resultado | Equipo Visitante |
| ------------ | --------- | ---------------- |
| Macara       | 2-1       | Estudiantes G    |
| Aucas        | 7-0       | LDU(C)           |

| Fecha 8       | Fecha 8   | Fecha 8          |
| Equipo Local  | Resultado | Equipo Visitante |
| ------------- | --------- | ---------------- |
| Estudiantes G | 2-5       | Juventus         |
| LDU(C)        | 1-5       | Macara           |

| Fecha 9      | Fecha 9   | Fecha 9          |
| Equipo Local | Resultado | Equipo Visitante |
| ------------ | --------- | ---------------- |
| Juventus     | 6-0       | LDU(C)           |
| Macara       | 1-0       | Aucas            |

| Fecha 10     | Fecha 10  | Fecha 10         |
| Equipo Local | Resultado | Equipo Visitante |
| ------------ | --------- | ---------------- |
| LDU(C)       | 5-1       | Estudiantes G    |
| Aucas        | 1-0       | Juventus         |

## Triangular Final
|  |    | Equipo   | PJ | PG | PE | PP | GF | GC | DG  | PTS |
|  | -- | -------- | -- | -- | -- | -- | -- | -- | --- | --- |
|  | 1° | Juventus | 4  | 3  | 0  | 1  | 9  | 2  | +7  | 6   |
|  | 2º | Macará   | 4  | 3  | 0  | 1  | 9  | 3  | +6  | 6   |
|  | 3º | LDU(C)   | 4  | 0  | 0  | 4  | 2  | 14 | -12 | 0   |

|  | Clasificados al Final de Ascenso. |

### Partidos y resultados
| Fecha 1      | Fecha 1   | Fecha 1          |
| Equipo Local | Resultado | Equipo Visitante |
| ------------ | --------- | ---------------- |
| Juventus     | 6-0       | LDU(C)           |

| Fecha 2      | Fecha 2   | Fecha 2          |
| Equipo Local | Resultado | Equipo Visitante |
| ------------ | --------- | ---------------- |
| LDU(C)       | 2-4       | Macara           |

| Fecha 3      | Fecha 3   | Fecha 3          |
| Equipo Local | Resultado | Equipo Visitante |
| ------------ | --------- | ---------------- |
| Macara       | 2-1       | Juventus         |

| Fecha 4      | Fecha 4   | Fecha 4          |
| Equipo Local | Resultado | Equipo Visitante |
| ------------ | --------- | ---------------- |
| Juventus     | 1-0       | Macara           |

| Fecha 5      | Fecha 5   | Fecha 5          |
| Equipo Local | Resultado | Equipo Visitante |
| ------------ | --------- | ---------------- |
| Macara       | 3-0       | LDU(C)           |

| Fecha 6      | Fecha 6   | Fecha 6          |
| Equipo Local | Resultado | Equipo Visitante |
| ------------ | --------- | ---------------- |
| LDU(C)       | 0-1       | Juventus         |

## Final del campeonato
La disputaron entre Macará y Juventus, ganando el equipo ambateño.
| Fecha                                               | Ciudad     | Equipo local | Resultado | Equipo visitante |
| --------------------------------------------------- | ---------- | ------------ | --------- | ---------------- |
| 12 de enero                                         | Esmeraldas | Juventus     | 0 - 0     | Macará           |
| 19 de enero                                         | Ambato     | Macará       | 3 - 1     | Juventus         |
| Macara es el campeón con el marcador global de 3-1. |            |              |           |                  |

## Campeón
|                                               |
| Macará 3.er Título Ascendió a la Serie A 1986 |